# Litoria thesaurensis
Espèce
Synonymes
- Hyla thesaurensis Peters, 1877
- Hyla macrops Boulenger, 1883
- Hyla solomonis Vogt, 1912
- Nyctimystes milneana Loveridge, 1945

Statut de conservation UICN

 LC  : Préoccupation mineure
Litoria thesaurensis est une espèce d'amphibiens de la famille des Pelodryadidae.

## Répartition
Cette espèce se rencontre en Nouvelle-Guinée, en Nouvelle-Bretagne, en Nouvelle-Irlande, dans les îles de l'Amirauté et dans les îles Salomon sauf à Makira. Elle est présente du niveau de la mer jusqu'à 1 200 m d'altitude,.

## Description
L'holotype mesure 28 mm.

## Étymologie
Son nom d'espèce, composé de thesaur[us], trésor en latin, et du suffixe latin -ensis, « qui vit dans, qui habite », lui a été donné en référence au lieu de sa découverte, les îles du Trésor.

## Publication originale
- Peters, 1877 : Herpetologische Notizen. II. Bemerkungen über neue oder weniger bekannte Amphibien. Monatsberichte der Königlich preussischen Akademie der Wissenschaften zu Berlin, vol. 1877, p. 415-423 (texte intégral).